# Maytenus cassineformis
Maytenus cassineformis är en benvedsväxtart som beskrevs av Reiss. Maytenus cassineformis ingår i släktet Maytenus och familjen Celastraceae. Inga underarter finns listade.